# Лепинь, Лидия Карловна
Ли́дия Ка́рловна Ле́пинь (Лие́пиня, латыш. Lidija Liepiņa; 23 марта [4 апреля] 1891, Санкт-Петербург — 4 сентября 1985, Рига) — советский физикохимик, Герой Социалистического Труда (1965). Академик АН Латвийской ССР, профессор. Одна из первых женщин, получивших в СССР докторскую степень в области химии.
Её научные интересы охватывали несколько областей физической и коллоидной химии. Большинство работ посвящены изучению механизма процессов, протекающих на границе раздела между твердым телом и окружающей средой. Занималась вопросами адсорбции, изучением различных поверхностных явлений, коррозионных процессов.

## Биография
Родилась 23 марта (4 апреля) 1891 года в Санкт-Петербурге в латышско-русской семье; её отец Карл Иванович Лепинь (1864—1942) был латышом, а мать Екатерина Алексеевна, урожд. Шелковская (1867—1956) — русской. Отец окончил Лесной институт в Санкт-Петербурге и работал в лесах Лифляндской, а затем Новгородской губернии; затем управлял имениями князя Голицына.
Лидия Лепинь поступила в частную женскую гимназию Л. Ф. Ржевской и окончила её с золотой медалью; 30 мая 1909 года получила звание «домашней наставницы русского языка и словесности, математики и французского языка» и поступила на физико-математическое отделение Московских высших женских курсов. На курсах преподавали такие выдающиеся химики, как Н. Д. Зелинский, С. С. Намёткин (органическая химия), А. Н. Реформатский (неорганическая и аналитическая химия), С. Г. Крапивин (физическая химия).
Первый опыт научной деятельности получила во время Первой мировой войны, в военно-полевой лаборатории на Западном фронте. Этой лабораторией, организованной осенью 1915 года, руководил известный физикохимик Н. А. Шилов. Её сотрудники исследовали качество противогазов — в частности, процессы и эффективность поглощения газов активированным углем. Кроме того, перед лабораторией ставились аналитические задачи — например, установление состава веществ, используемых немцами. Лаборатория была достаточно хорошо оборудована и после революции передана Тимирязевской сельскохозяйственной академии.
Осенью 1917 года Лидия Лепинь окончила Московские высшие женские курсы с дипломом первой степени. Её дипломная работа была посвящена каталитическому расщеплению жиров сульфонафтеновыми кислотами. Хотя руководителем этой работы числился С. С. Намёткин, фактически её направлял Н. А. Шилов. В ноябре 1917 года Л. К. Лепинь сдала государственные экзамены, давшие ей право работать в научно-исследовательских учреждениях, а также преподавать в высших учебных заведениях. Начала работать в Московском коммерческом институте, 1920 года — в Московском университете.
В 1920-х годах совершила ряд поездок в Германию для работы в лабораториях крупнейших учёных того времени. В лаборатории профессора Боденштайна в Берлинском университете выполнила цикл работ по синтезу и изучению свойств неорганических бескислородных соединений азота. Также она посетила лаборатории нобелевского лауреата Фрица Габера, Вольфганга Оствальда и других выдающихся химиков.
Затем она работала в лаборатории неорганического синтеза МВТУ. В 1930 году получила должность в Научно-исследовательский институт химии при Московском государственном университете. В 1934 году ей было присвоено звание профессора, а в 1937 — степень доктора химических наук без защиты диссертации. Это была одна из первых в стране докторских степеней по химии, присвоенных женщине.
К началу Великой Отечественной войны Л. К. Лепинь работала на химическом факультете МГУ. В 1941—1943 гг. она занимала должность заведующей кафедрой общей химии, а в 1942 году некоторое время исполняла обязанности заведующей кафедрой неорганической химии.
Кафедра общей химии сумела наладить изготовление необходимых для фронта различных специальных веществ. Под руководством Л. К. Лепинь был разработан промышленный способ производства одного из сортов активного силикагеля — препарата, используемого для обесцвечивания и очистки керосина, масел и органических растворителей. Он широко использовался в химических производствах с целью поглощения водяных паров и в качестве носителя для катализаторов. Непосредственно в лаборатории университета было изготовлено около 300 килограммов этого препарата. В это же время на кафедре были успешно завершены работы по изысканию недефицитного древесного сырья для получения пенообразователей, применяемых при пожаротушении. Было налажено производство пенообразователей из метилового спирта. На кафедре общей химии по заданию Народного комиссариата обороны разрабатывалась рецептура приготовления взрывчатых и быстровоспламеняющихся веществ, составлялась документация по их использованию.
В 1945 году Лидии Карловне было предложено место в Латвийском государственном университете. До конца 1946 года она совмещала работу в Москве и в Риге, а затем окончательно переехала в Ригу, где занимала должность профессора кафедры физической химии Латвийского университета.
С 1 июля 1946 года она работала также в Институте химии Академии наук Латвийской ССР (затем Институт неорганической химии АН Латвийской ССР): занимала должности заместителя директора института (1946—1958), директора (1958—1959), заведующей лабораторией физической химии (1959—1960), а с 1960 года — старшего научного сотрудника. В 1951 году стала первой из химиков Латвии, избранных академиком АН Латвийской ССР.
Активно занималась организацией деятельности Всесоюзного химического общества им. Д. И. Менделеева в Латвийской ССР, была избрана почетным членом общества. В Латвийском университете она работала до 1958 года, потом перешла в Рижский политехнический институт, где создала кафедру физической химии.
В 1962 году избрана депутатом Верховного Совета Латвийской ССР.
Подготовила 25 кандидатов наук. Опубликовала более 200 научных работ.
До конца жизни публиковала статьи, входила в редакционную коллегию журнала «Известия АН Латвийской ССР. Серия химическая», следила за новостями науки. По свидетельству её ученика, химика и историка науки Я. П. Страдыня, в день смерти Л. К. Лепинь на её больничном столике лежала книга Дж. Томпсона «Электроны в жидком аммиаке».
Скончалась в Риге 4 сентября 1985 года в возрасте 94 лет. Похоронена на 1-м Лесном кладбище.

## Научная деятельность

### Работы в области адсорбции
Большинство ранних научных работ Л. К. Лепинь были выполнены в соавторстве с Н. А. Шиловым. Работы их фронтовой лаборатории имели как практическое, так и теоретическое значение. Они позволили сформулировать основные положения теории действия противогаза, а позднее — усовершенствовать конструкцию угольного противогаза Кумманта—Зелинского. Кроме того, были сформулированы основные закономерности сорбции газа углем из тока воздуха, предложен механизм этого процесса, найдено первое количественное выражение его динамики, связывающее эффективность противогаза с толщиной слоя сорбента. В связи с их оборонным значением эти данные были опубликованы лишь спустя 12 лет, в 1929 г., в «Журнале Русского физико-химического общества». Выявленные закономерности составили основу теории фильтрующих проборов и теории хроматографии. Первая научная статья Л. К. Лепинь «Адсорбция электролитов и молекулярные силы» была опубликована в 1919 г. в «Вестнике Ломоносовского физико-химического общества». Работа была посвящена адсорбции из растворов на угле и была связана с исследованиями все той же фронтовой лаборатории. В это же время Л. К. Лепинь выполнила небольшую работу об адсорбции холестерина на угле. Исследование было связано с проблемой генезиса атеросклероза и попытками установить роль холестерина в нём.

### Исследования поверхностных и коррозионных явлений
Начало своей самостоятельной научной деятельности Лидия Карловна Лепинь связывала с лабораторией неорганического синтеза в Московском высшем техническом училище, которая возникла в 1926—1927 гг. С 1933 г. основным предметом её исследований стали синтез и изучение структуры комплексных соединений. В 1932 г. Л. К. Лепинь провела ряд работ, касавшихся распределения растворенных веществ между двумя растворителями.
К концу 1930-х — началу 1940-х годов относится цикл работ по изучению механизма коагуляции гидрофобных золей смесями электролитов.
Исследования поверхностных реакций нашли продолжение в изучении явлений коррозии. В 1938 г. в одной из своих работ Л. К. Лепинь высказала предположение о том, что пассивация металлов и плохая растворимость благородных металлов объясняется именно образованием поверхностных соединений.
Вплотную изучением коррозии Лидия Карловна Лепинь занялась уже во время Великой Отечественной войны. Это было продиктовано необходимостью решения практических задач по защите самолётов от коррозии. После окончания войны Л. К. Лепинь стала основоположницей школы коррозионистов в Риге, занималась установлением закономерностей коррозии при повышенных температурах и изучением свойств защитных покрытий. Выяснила влияние коллоидно-химических факторов на торможение процессов коррозии металла, установила кинетические закономерности при окислении металлов в растворах. Её научным коллективом в Институте неорганической химии АН Латвийской ССР были разработаны рекомендации по защите металлических конструкций от коррозии, которые были использованы при строительстве Плявиньской и Рижской ГЭС. Перед окрашиванием металла вместо механической очистки ржавчины стали применяться преобразователи ржавчины. Эти исследования были удостоены Государственной премии Латвийской ССР, которую Л. К. Лепинь получила вместе с Б. А. Пуриным, В. М. Калек и А. Я. Вайводом в 1970 году.

### Исследования реакций металлов с водой
Значительная часть работ Л. К. Лепинь касается механизма реакций между металлами и водой. В ходе её исследований была сформулирована т. н. гидридная теория (1955—1959), получившая впоследствии дальнейшее развитие. Согласно этой теории, на первой стадии реакции между металлом и водой образуются неустойчивые гидриды металлов, переходящие в гидроксиды.

## Педагогическая деятельность
Л. К. Лепинь начала заниматься педагогической деятельностью сразу после окончания Высших женских курсов. С 1917 г. она преподавала аналитическую и неорганическую химию в Институте народного хозяйства (впоследствии им. Г. В. Плеханова), а с 1920 г. — и в Московском высшем техническом училище (МВТУ им. Н. Э. Баумана), где стала первой женщиной-преподавателем. В 1932 г. она начала работать в Военно-химической академии Рабоче-Крестьянской Красной Армии, возглавив кафедру коллоидной химии. С 1945 по 1972 г. заведовала кафедрой физической химии на химическом факультете Рижского политехнического института. Лидия Карловна Лепинь стояла у истоков преподавания неорганического синтеза в вузах, была автором или переводчиком ряда учебников, в том числе знаменитого учебника по неорганической химии В. Оствальда.

## Увлечения
Главным увлечением Лидии Карловны Лепинь была музыка. Параллельно с учёбой на высших женских курсах она планировала также поступить в Московскую консерваторию, чтобы стать профессиональной пианисткой. Её первым учителем музыки был профессор консерватории, пианист А. А. Ярошевский. Её музыкальные таланты были высоко оценены такими выдающимися музыкантами, как С. В. Рахманинов и А. Ф. Гедике, однако впоследствии Лидия Карловна всё же сделала выбор в пользу естественных наук.

## Награды и звания
- Звание Героя Социалистического Труда, с вручением ордена Ленина и медали «Серп и Молот» № 8973 (1 октября 1965).
- Орден Трудового Красного Знамени (1960).
- Медаль «За доблестный труд в Великой Отечественной войне».
- Государственная премия Латвийской ССР за исследования в области коррозии (1970).
- Диплом Министерства высшего и среднего образования (1971).
- Почетная грамота научного совета по хроматографии АН СССР «За заслуги и развитие хроматографии на благо человечества».
- Премии Президиума АН Латвийской ССР (1967, 1972, 1973, 1979).
- Орден Дружбы народов (1981).

## Память
В Риге, на доме № 5 по улице Тербатас, где Л. К. Лепинь жила с 1945 по 1985 год, к столетию со дня рождения учёной в 1991 году, была установлена мемориальная доска. Вскоре доску похитили воры цветного металла.
24 ноября 1994 года открыта новая гранитная мемориальная доска от Института неорганической химии АН Латвии.